# Hippoglossoides
Hippoglossoides – rodzaj morskich ryb z rodziny flądrowatych (Pleuronectidae).

## Zasięg występowania
Północno-zachodni i północny Ocean Spokojny, północny Atlantyk, Morze Północne, zachodnia część Morza Bałtyckiego.

## Klasyfikacja
Gatunki zaliczane do tego rodzaju:
- Hippoglossoides dubius – płaskogłów japoński[3]
- Hippoglossoides elassodon – niegładzica pacyficzna[4], halibut płaskogłowy[5], płaskogłów[6]
- Hippoglossoides platessoides – niegładzica[4]
- Hippoglossoides robustus

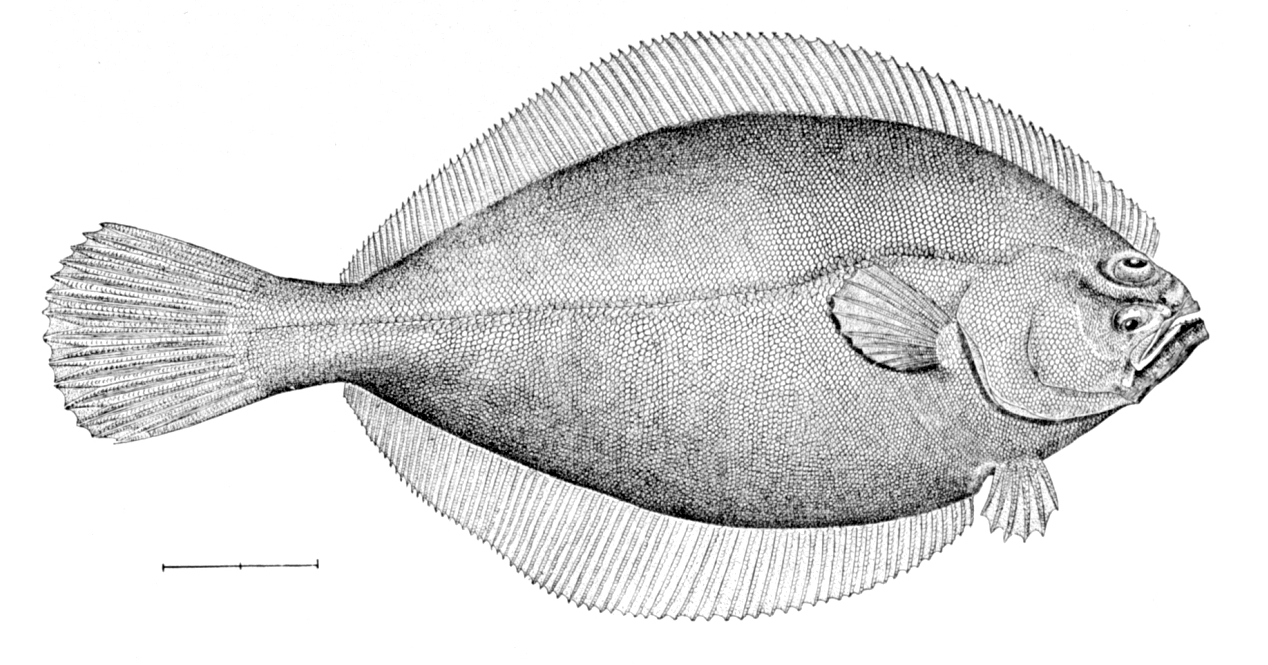
Hippoglossoides platessoides